# Polymerurus macrurus
Polymerurus macrurus är en djurart som tillhör fylumet bukhårsdjur, och som först beskrevs av Collin 1898.  Polymerurus macrurus ingår i släktet Polymerurus och familjen Chaetonotidae. Inga underarter finns listade i Catalogue of Life.